# Hewhocorrupts
Hewhocorrupts war eine Grindcore-Band aus Chicago. Sie waren vor allem für ihre gegen Metallica gerichteten Songs bekannt, in denen sie der Band „Ausverkauf“ vorwarfen und bekannte Songtitel der Band parodierten. So machten sie beispielsweise Ride the Lightning zu Ride the Limo, aus Master of Puppets wurde Master of Profits.
Die Parodie wurde noch verstärkt durch das Auftreten der Band in Anzügen und mit Sonnenbrillen.
Am 14. Januar 2012 spielten Hewhocorrupts ihr letztes Konzert in ihrer Heimatstadt Chicago. Das 1999 von der Band gegründete Musiklabel Hewhocorrupts Inc. existiert weiterhin.

## Diskografie
- 2001: Never Corner A Mitchell... See How He Reacts! Split-EP mit Infestation of Ass (Rescued From Life Records)
- 2001: Root Of All Emo / Hewhocorrupts (Split-EP mit Godstomper, Blind Date Records)
- 2001: Split-EP mit Wilbur Cobb (Vendetta Records)
- 2001: Split-EP mit Tusk (Hewhocorrupts Inc.)
- 2002: Master of Profits (EP, Forge Again Records)
- 2002: Split-EP mit Third Degree (Selfmadegod Records)
- 2002: Split-EP mit Don’t Worry About It (Walk in Cold Records)
- 2003: Ten Steps to Success (625 Thrashcore)
- 2003: Split-EP mit Fuck the Facts, Distorcion Social und Obbrobrio (My Lai Productions)
- 2004: Split-EP mit Fork Knife Spoon (First Blood Family)
- 2005: The Discographer (Forge Again Records/625 Thrashcore)
- 2005: Der EU-Investitionsantrag (Bloom:Explode)
- 2005: The Smell of Money (EP, Eugenics)
- 2006: Microeconomics (EP, Bloom:Explode)
- 2009: 2009 (Split-EP mit Phoenix Bodies, Gilead Media)
- 2009: Split-EP mit Chica X (Cassette Deck Media)